# Shabunda
Shabunda är ett territorium i Kongo-Kinshasa. Det ligger i provinsen Södra Kivu, i den centrala delen av landet, 1 300 km öster om huvudstaden Kinshasa. Antalet invånare är 1 501 217. Arean är 25 216 kvadratkilometer.